# ロシアの仏教

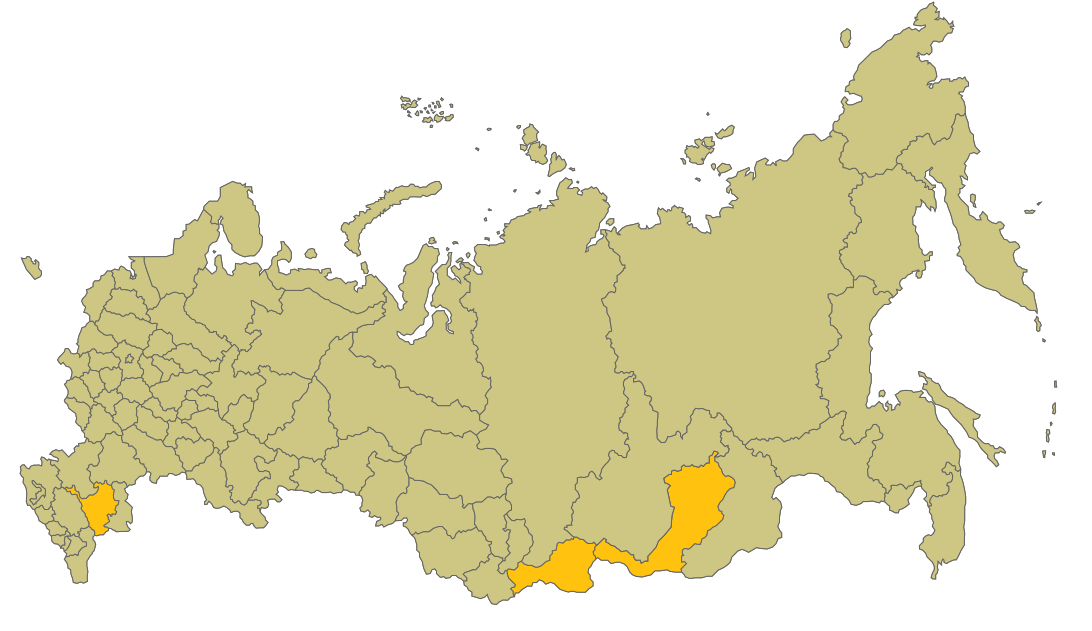
ロシアにおける仏教（黄色い部分は右からブリヤート共和国、トゥヴァ共和国、カルムイク共和国）

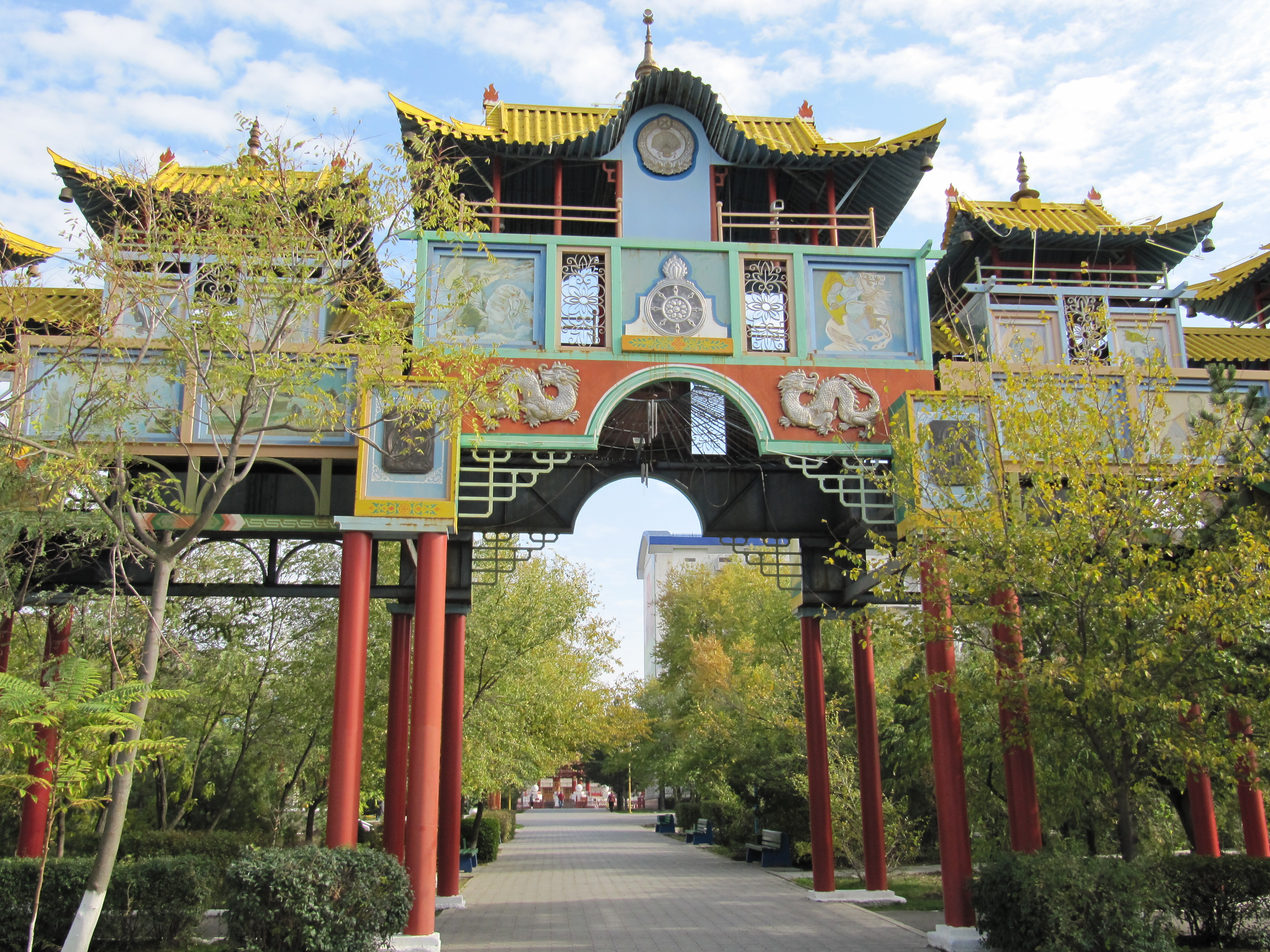
黄金の門（カルムイク共和国のエリスタで）

ロシアの仏教（ロシアのぶっきょう）ではロシア連邦共和国における仏教、特に仏教徒がある程度多数を占めるといわれるブリヤート共和国、トゥヴァ共和国、カルムイク共和国における仏教について扱う。

## チベット仏教の伝来
ロシアの南シベリア地区のブリヤート、トゥヴァ、ヨーロッパ地区のカルムイクへは、17世紀初頭にチベット仏教のゲルク派が伝えられたもので、チベットからモンゴルへ伝えられて、そこからロシア領内へ伝わった。カルムイクはヨーロッパで唯一の仏教国で、カスピ海の北西岸にある。1887年には、既に29の仏教関係書籍発行所と多数のダツァンがあった。
1741年、エリザヴェータ女帝の勅令によってロシアの公認宗教のひとつとされ、さらに1746年にエカテリーナ2世がブリヤート仏教徒に最高指導者（パンディト・ハンボーラマ）の選出を許可し、公認宗教としての地位は確立されたといわれる。1887年には、ロシア国内には既に29の仏教関係書籍発行所と多数のダツァンがあった。

## ソビエト時代の大迫害
しかしながら、ソビエト連邦時代、特に1930年時代には他の宗教に比べても大迫害に遭っている。ダツァンは閉鎖され、多くのラマが退去、あるいは殺害させられている。

## ペレストロイカ後
ソビエト連邦の崩壊のあと、仏教のリバイバルが行われた。2016年調査によるロシアの仏教徒比率は次の通り。
| 連邦主体             | 仏教徒比率 (2016年) |
| -------------------- | ------------------- |
| カルムイク共和国     | 53.4%               |
| トゥヴァ共和国       | 52.2%               |
| ブリヤート共和国     | 19.8%               |
| ザバイカリエ地方     | 14.6%               |
| ロシア連邦共和国全体 | 0.6%                |

### ブリャート共和国
ブリヤート共和国はモンゴル系民族のおもにブリヤート人の国で、首都はウラン・ウデである。ウラン・ウデ郊外には、1945年に建てたイヴォルギンスキー・ダツァンが仏教の中心になっている。日本の仏教界との関係もある。

### トゥヴァ共和国
トゥヴァ共和国はチュルク系民族のトゥバ人でおもに構成されていて、首都はクィズィルである。1930年代に破壊されたウストゥウ＝フレエ寺院の再建は2012年に完成している。首都の主要な寺院はツェチェンリングであるが、これに代わる新たな寺院の建設が始まっている。

### カルムイク共和国

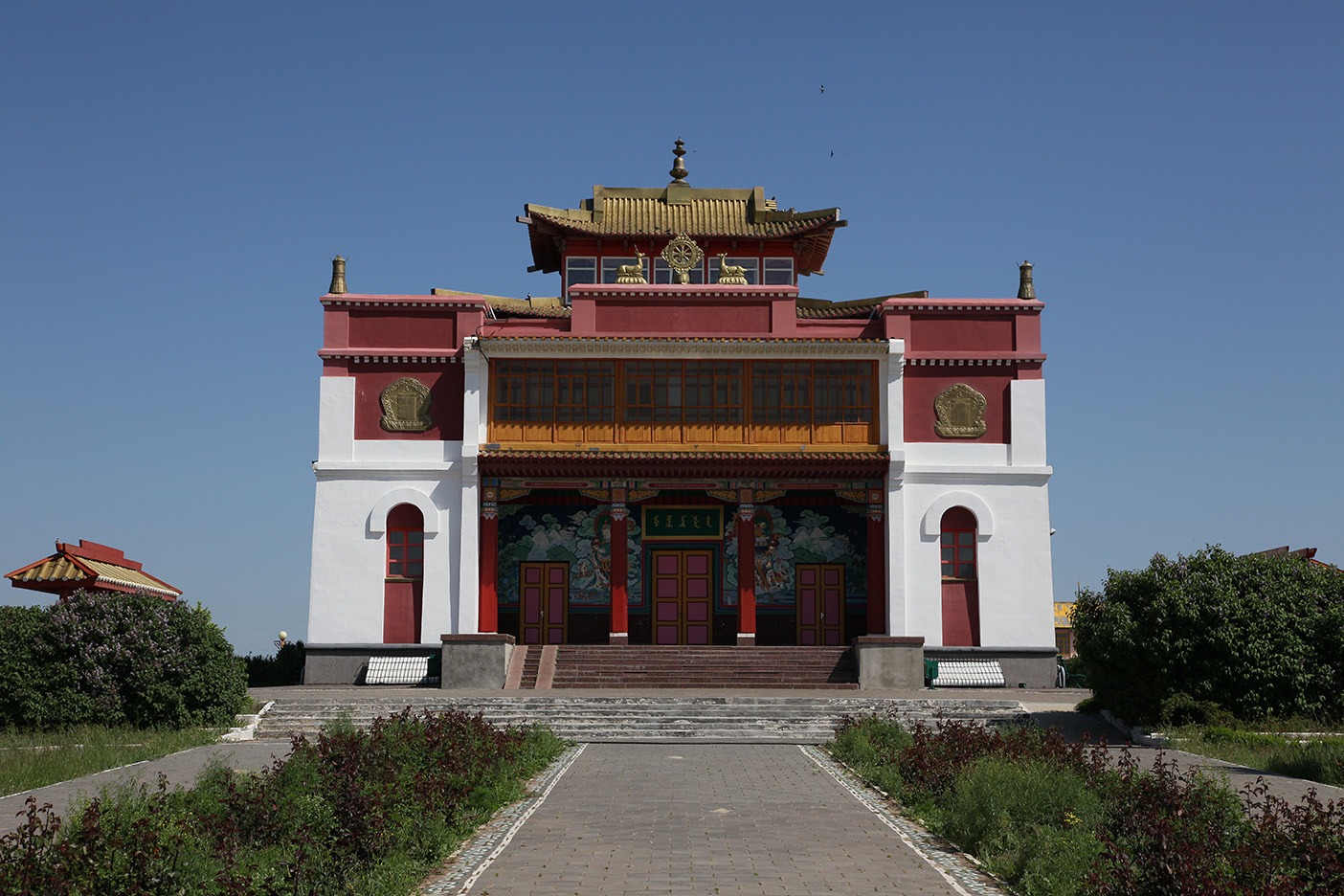
シャキュスン・スメ寺院

カルムイク共和国はモンゴル系民族のオイラトの後裔・カルムイク人がおもな国で、首都はエリスタである。キルサン・イルムジーノフ大統領の時代に仏教は大きな復興を遂げ、エリスタ郊外にはシャキュスン・スメ寺院 （Сякюсн-Сюме）がある。2004年には、チベットのダライ・ラマ14世がカルムイク共和国を訪問している。

## サンクトペテルブルクとモスクワ
当時ロシア帝国の首都であったサンクトペテルブルクには、1900年にアグワン・ドルジェフが許可を得、ダライ・ラマ13世により資金を提供されて、1909-1913年にグンゼチョイネイ・ダツァンが建設された。
現在の首都のモスクワには禅道場などさまざまな仏教関係施設があるが、2016年には本格的な仏教センターの建設が北東区（North-Eastern Administrative Okrug）オトラードノエ地区（Otradnoye District）で始まっている。